# 1965-ös kupagyőztesek Európa-kupája-döntő
Az 1965-ös kupagyőztesek Európa-kupája-döntő az 5. KEK-döntő volt. A trófeáért az angol West Ham United, és a nyugatnémet 1860 München mérkőzött a londoni Wembley Stadionban. A mérkőzést az angol csapat nyerte 2–0-ra.
A mérkőzést a magyar Zsolt István vezette.

## A mérkőzés
| 1965. május 19. 19:30 |

| West Ham United | 2–0   | 1860 München |
| --------------- | ----- | ------------ |
| Sealey 70' 72'  | (0–0) |              |

| Wembley Stadion, London Nézőszám: 97 974 Játékvezető: Zsolt István (magyar) |

| WEST HAM UNITED: |    |               |
|                  |    |               |
| GK               | 1  | Jim Standen   |
| DF               | 2  | Joe Kirkup    |
| DF               | 3  | Jack Burkett  |
| MF               | 4  | Martin Peters |
| DF               | 5  | Ken Brown     |
| DF               | 6  | Bobby Moore   |
| MF               | 7  | Alan Sealey   |
| MF               | 8  | Ron Boyce     |
| FW               | 9  | Geoff Hurst   |
| FW               | 10 | Brian Dear    |
| MF               | 11 | John Sissons  |
| Vezetőedző:      |    |               |
| Ron Greenwood    |    |               |

| TSV 1860 MÜNCHEN: |   |                   |
|                   |   |                   |
| GK                | 1 | Petar Radenković  |
| DF                | ' | Manfred Wagner    |
| DF                | ' | Hans Reich        |
| DF                | ' | Wilfried Kohlars  |
| DF                | ' | Stevan Bena       |
| MF                | ' | Otto Luttrop      |
| MF                | ' | Alfred Heiß       |
| MF                | ' | Hans Küppers      |
| MF                | ' | Rudi Brunnenmeier |
| FW                | ' | Peter Grosser     |
| FW                | ' | Hans Rebele       |
| Vezetőedző:       |   |                   |
| Max Merkel        |   |                   |

| Az 1964–1965-ös kupagyőztesek Európa-kupája győztese |
| ---------------------------------------------------- |
| West Ham United FC 1. cím                            |